# موستراک
موستراک (به بلغاری: Mustrak) یک منطقهٔ مسکونی در بلغارستان است که در شهرستان اسویلنگراد واقع شده‌است.